# El Tossal
El Tossal es una entidad de población española del municipio de Pons, perteneciente a la provincia de Lérida, en la comunidad autónoma de Cataluña.

## Toponimia
El lugar puede aparecer referido con las grafías «El Tossal» y «Tosal».

## Historia
Hacia mediados del siglo XIX, el lugar tenía ayuntamiento propio. Aparece descrito en el decimoquinto volumen del Diccionario geográfico-estadístico-histórico de España y sus posesiones de Ultramar de Pascual Madoz con las siguientes palabras:

TOSAL: l. cab. del distr. municipal que lo forma con los pueblos de Forsa y Torreblanca, en la prov. de Lérida (14 hor.), part. jud. de Balaguer (8), aud. terr. y c. g. de Barcelona (30), dióc. de Seo de Urgel (18): está sit. en una hondonada, sobre una pequeña colina, combatido de los vientos del N. y O. con clima propenso á calenturas tercianarias. Consta de 20 casas distribuidas en dos pelotones y una igl. parr. de la que dependen los anejos de Forsá y Torreblanca (V.) Confina su térm. por el N. con Pons (1/2 hor.); E. Gos igual dist.; S. Aña (19, y O. con Torreblanca (1/2); dentro de su circunferencia se hallan los cas. denominados Mas den Piñen y Torre de Ferran, igualmente que el presidio y parque construidos con motivo de las obras del gran canal de Urgel, siendo este punto el destinado para construir la magnífica presa para tomar las aguas del r. Segre que corre de N. á S. Se encuentra igualmente una ermita dedicada á Sto. Domingo sit. á 1/2 hora, sobre un monte á cosa de 500 pasos de elevacion, que está dominado por otro de una altura tal, que en dias serenos la vista puede recrearse contemplando el cast. de Lérida y los picos elevados de Monserrate á una dist. de 14 y mas hor. El terreno es bastante secano, interrumpido en todas direcciones por montes y desigualdades. Los caminos dirigen á Artesa de Segre y Pons, de cuyo último punto reciben la correspondencia. prod.: trigos, vino y aceite; cria ganado lanar, cabrío y de cerda; caza de perdices y conejos, y pesca de barbos, anguilas y truchas. pobl. (V. el cuadro sinóptico).
(Madoz, 1849, p. 116)

## Demografía
| Gráfica de evolución demográfica de Tosal entre 1842 y 1960 |
| |
| Población de derecho según los censos de población del INE Población de hecho según los censos de población del INEEn este censo se denominaba Forsa, Tosal y Torreblanca: 1842 Entre el censo de 1970 y el anterior, este municipio desaparece porque se integra en el municipio 25172 (Pons) |

En la actualidad, pertenece al municipio de Pons. En 2022, la entidad singular de población tenía empadronados trece habitantes y el núcleo de población, ocho.